# Афина Ленормана
Афина Ленормана — древнегреческая статуэтка Афины, датируемая первым веком нашей эры.

## История и описание
Данная миниатюрная скульптура была найдена в 1859 году в Афинах близ холма Пникс. После её обнаружения статуэтка, по-видимому, считаясь невыдающейся находкой, была помещена в один из углов храма Гефеста, который тогда был ещё известен как Тесейон (Θήσειον). Французский археолог Шарль Ленорман вместе со своим сыном Франсуа (тоже археолог), сопровождавшим отца в путешествии по Греции, обратил внимание на эту статуэтку и признал её историческую важность. Он сообщил греческому правительству об этом открытии.

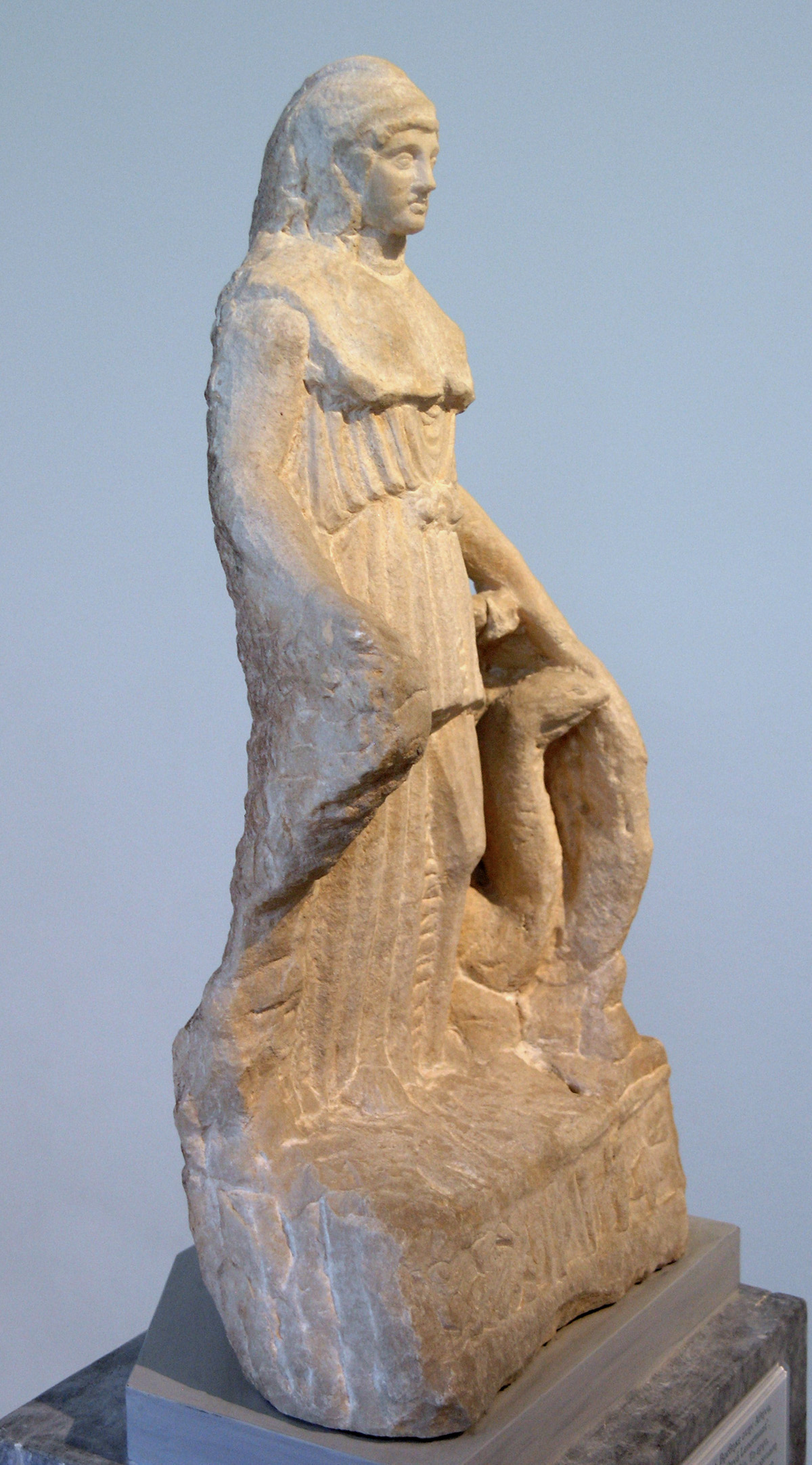
Вид с правого бока

Шарль Ленорман подхватил лихорадку и умер в Афинах в ноябре того же года, а его сын сделал первое описание статуэтки в своей статье «La Minerve du Parthenon», опубликованной в «Gazette des beaux-arts» в 1860 году, идентифицировав её как уменьшенную копию Афины Парфенос древнегреческого скульптора Фидия. Таким образом, 41-сантиметровая скульптура, выполненная из мрамора, добытого на горе Пенделикон, стала известна под его именем. Статуэтка имеет большое художественно-историческое значение, так как она показывает не только то, как выглядела настоящая статуя Фидия, но также узоры на её щите и основание, на котором она стояла, известные только из литературных источников.
Богиня Афина стоит в спокойной, грациозной позе, перенеся вес тела на правую ногу с согнутой левой ногой, одетая в аттический пеплос. Её левая рука покоится на щите, на котором имеется изображение амазономахии. В правой руке, опирающейся на крепкое основание, вероятно Афина держала Нику, которая не сохранилась. Незаконченное скульптором основание его работы изображает рождение Пандоры; спина Афины также находится в незавершенном состоянии.
В настоящее время статуэтка хранится в Национальном археологическом музее Афин под инвентарным номером 128.